# Gneis

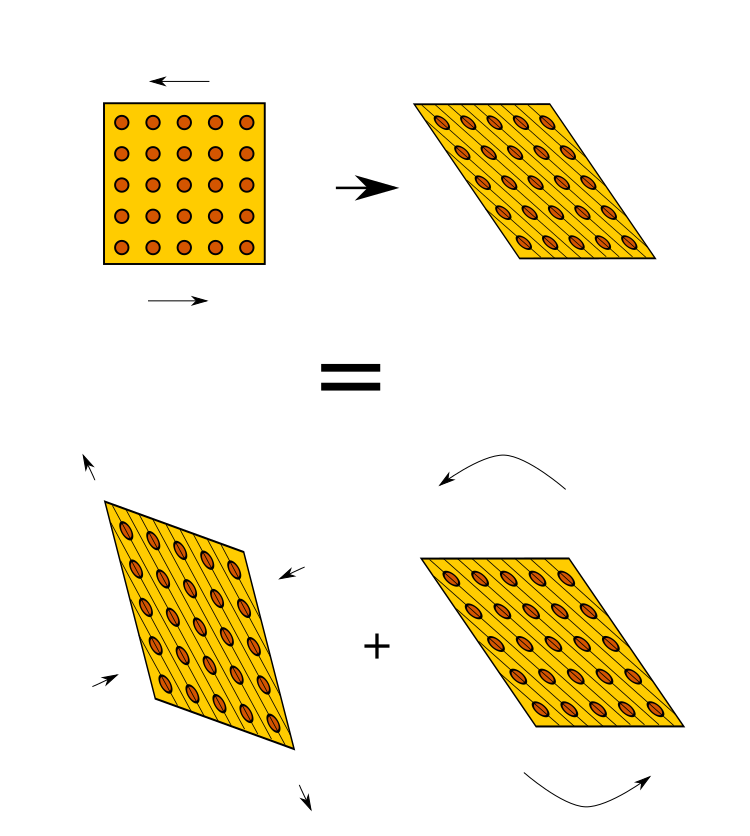
Esquema de la típica deformació de les bandes del gneis. La roca no deformada es mostra a la part esquerra i el resultat de la deformació a la part dreta.

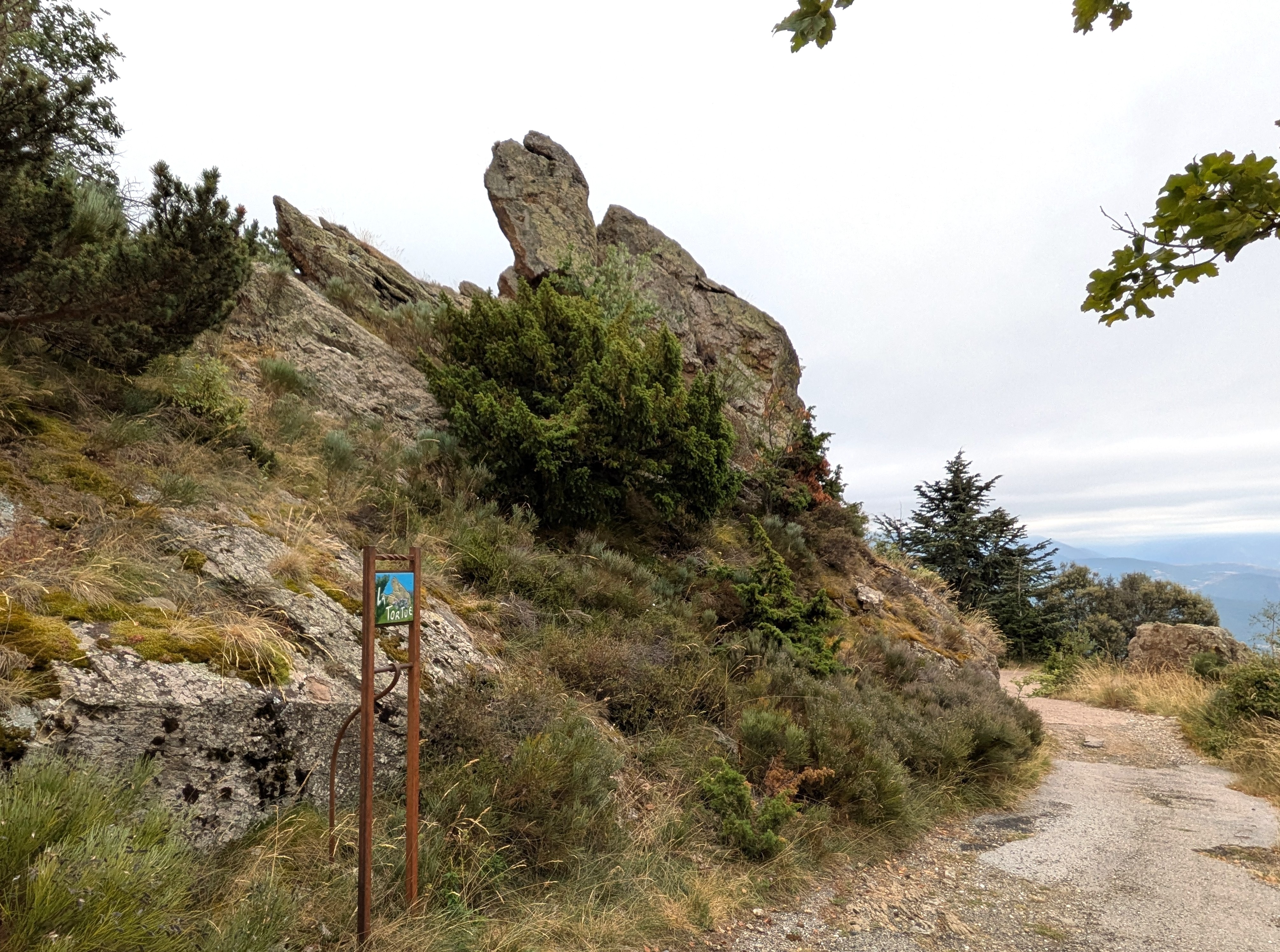
"La Tortue" (la tortuga), un notable aflorament d'ortogneis ordovicià, comuna de Fillols, Catalunya del Nord.

El gneis és una roca metamòrfica formada per metamorfisme regional. Es tracta de roques viades, amb una alternança característica de vies o bandes clares i fosques. Les vies fosques són constituïdes per miques i/o amfíbols i les clares i granuloses són compostes per cristalls de quars i de feldespats, el gra és de mida mitjana o grossa, sovint ben visible a ull nu. En alguns casos hi ha la presència de grans cristalls, anomenats porfiroblasts, o d'agregats de forma lenticular, habitualment de feldespats que semblen ulls, llavors es parla de gneis ocel·lar.
Els gneissos es classifiquen, segons el seu origen, en paragneis, quan s'han format a partir de roques sedimentàries, i en ortogneis si procedeixen de roques ígnies, com el granit. Aflora en muntanyes de Catalunya com ara el Pirineu. L'aflorament de roca probablement més antic que hi ha al nostre planeta és el gneis Acasta.

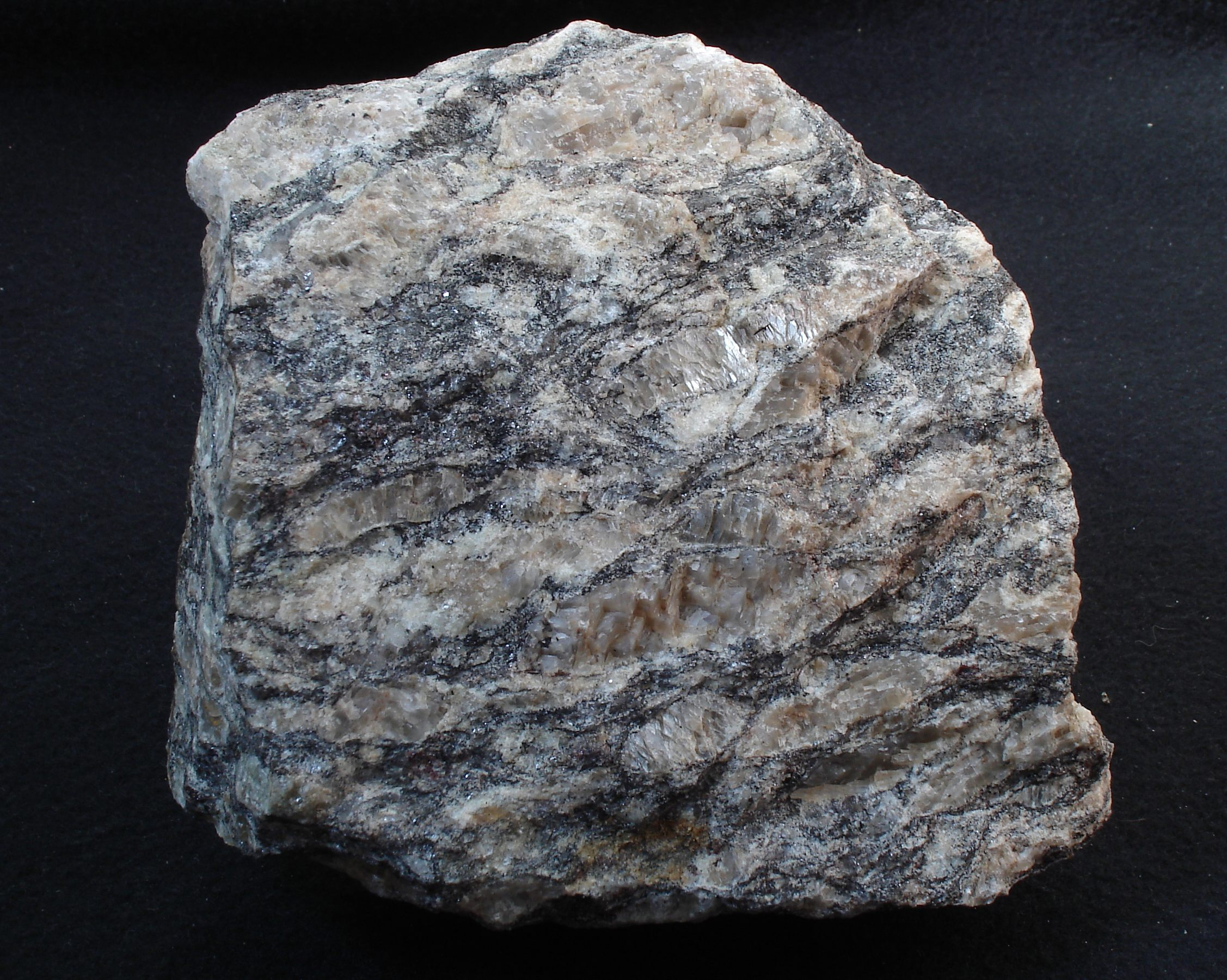
Gneis de Rio de Janeiro, Brasil

## Etimologia
La paraula gneis s'ha utilitzat en català des de 1868. És un manlleu de l'alemany Gneis, que probablement es deriva del nom gneist, "espurna" (anomenada així perquè la roca brilla) de l'alt alemany mitjà. L'origen alemany és comú per altres llengües del nostre entorn, incloent l'anglès "gneiss" (des de 1757), o el francès, primer com a Kneiss el 1750 i a partir de 1774 amb la forma gneiss.